# Кампора (Верчели)
Кампора (итал. Campora) је насеље у Италији у округу Верчели, региону Пијемонт.
Према процени из 2011. у насељу је живело 15 становника. Насеље се налази на надморској висини од 130 м.